# الريسة (مأرب)

تعديل مصدري - تعديل

الريسة هي إحدى قرى عزلة ال قزعة بمديرية مأرب التابعة لمحافظة مأرب، بلغ تعداد سكانها 89 نسمة حسب تعداد اليمن لعام 2004.